# Universidad de Teherán
La Universidad de Teherán (دانشگاه تهران, en persa), también conocida como UT, es la universidad más grande y antigua de Irán. Su biblioteca es la mayor del país. Se la considera como «la universidad matriz de Irán» (دانشگاه مادر en persa, trsc. daneshgah-e madar).
Frecuentemente se desarrollan seminarios de relevancia en esta universidad.
Se localiza en Teherán, la universidad está entre las más prestigiosas del país, y entre las primeras opciones de los mejores estudiantes en el examen de ingreso a las universidades de Irán.
Acepta además estudiantes de diversas partes del mundo, y es conocida por su amplio abanico de campos de estudio. UT ofrece 116 grados universitarios, 160 máster, y 120 doctorados. 
La Universidad de Teherán de Ciencias Médicas, aunque separada administrativamente, comparte el mismo campus, y publica sus investigaciones bajo el nombre «Universidad de Teherán».

## Campus
La UT comprende 40 facultades, institutos, y centros de investigación y educación. La universidad consta de seis campus:
1. El campus central de Pardís, en la avenida Enghelab, es el más antiguo y el más conocido.
2. Campus de Kargar norte, donde se localizan la mayor parte de las residencias de estudiantes.
3. Campus de Varamín.
4. Campus de Qom.  Archivado el 21 de enero de 2008 en Wayback Machine.
5. Campus de Choka.

## Biblioteca
La biblioteca es la mayor de las universidades iraníes. Mientras las bibliotecas de las distintas facultades se especializan en sus respectivos campos, la central otorga un espacio particular a los estudios de islamología, iranología y orientalismo, y cuenta con 50 000 usuarios registrados. La colección comporta más de 200 000 volúmenes, de los que en torno a la mitad están en idiomas occidentales (inglés, francés, alemán, ruso, italiano, etc.). La biblioteca está suscrita a unas 1 600 revistas y 3 000 periódicos persas, a los que se suman unas 3 600 revistas y 15 periódicos en otros idiomas, en su mayoría inglés. La biblioteca almacena unos 300 000 ejemplares de publicaciones encuadernadas en persa y árabe y 150 000 en idiomas extranjeros. Posee además una colección de 17 000 volúmenes manuscritos en persa, árabe y turco, muchos de ellos de gran valor, antiguos u originales. El número de documentos históricos (firmanes, edictos, correspondencia, tratados, etc.) asciende a unos 60 000. Se conservan también 8 500 microfilmes, así como  22 000 fotografías de personalidades, paisajes y edificios iraníes de épocas qayar y pahlaví, y 9 000 volúmenes litografiados en persa, árabe, turco y urdu.